# Trophée des champions di pallamano maschile
Il Trophée des champions è una competizione francese di pallamano istituita nel 2010. La manifestazione si svolge a cadenza annuale, al principio della stagione sportiva.

## Albo d'oro
| Edizione   | Campione                                            | Finalista                                           | Finale                                              | Finale                                              |
| Edizione   | Campione                                            | Finalista                                           | Punteggio                                           | Sede                                                |
| 2010 (1ª)  | Montpellier                                         | Chambéry                                            | 32 - 29 (dts)                                       | Monaco - Stadio Louis II                            |
| 2011 (2ª)  | Montpellier                                         | Chambéry                                            | 30 - 23                                             | Monaco - Stadio Louis II                            |
| 2012 (3ª)  | Dunkerque                                           | Chambéry                                            | 26 - 25 (dts)                                       | Monaco - Stadio Louis II                            |
| 2013 (4ª)  | Chambéry                                            | Dunkerque                                           | 23 - 21                                             | Susa - Salle Olympique                              |
| 2014 (5ª)  | Paris-Saint Germain                                 | Dunkerque                                           | 34 - 23                                             | Monastir                                            |
| 2015 (6ª)  | Paris-Saint Germain                                 | Saint-Raphaël                                       | 29 - 27                                             | Rezé - Salle de la Trocardière                      |
| 2016 (7ª)  | Paris-Saint Germain                                 | Nantes                                              | 35 - 26                                             | Mouilleron-le-Captif - Vendéspace                   |
| 2017 (8ª)  | Nantes                                              | Paris-Saint Germain                                 | 32 - 26                                             | Rouen - Le Kindarena                                |
| 2018 (9ª)  | Montpellier                                         | Saint-Raphaël                                       | 32 - 27                                             | Montbéliard - L'Axone                               |
| 2019 (10ª) | Paris-Saint Germain                                 | Montpellier                                         | 34 - 27                                             | Limoges - Palais des sports de Beaublanc            |
| 2020       | Edizione annullata causa pandemia di COVID-19 (11ª) | Edizione annullata causa pandemia di COVID-19 (11ª) | Edizione annullata causa pandemia di COVID-19 (11ª) | Edizione annullata causa pandemia di COVID-19 (11ª) |
| 2021       | Edizione non disputata                              | Edizione non disputata                              | Edizione non disputata                              | Edizione non disputata                              |
| 2022 (12ª) | Nantes                                              | Paris-Saint Germain                                 | 37 - 33                                             | Futuroscope - Arena Futuroscope                     |
| 2023 (13ª) | Paris-Saint Germain                                 | Nantes                                              | 35 - 25                                             | Cesson-Sévigné - Glaz Arena                         |
| 2024 (14ª) | Nantes                                              | Paris-Saint Germain                                 | 36 - 29                                             | Futuroscope - Arena Futuroscope                     |

### Edizioni vinte e perse per squadra
| Squadra             | Vittorie | Secondi posti | Anni vittorie                | Anni secondi posti |
| ------------------- | -------- | ------------- | ---------------------------- | ------------------ |
| Paris-Saint Germain | 5        | 3             | 2014, 2015, 2016, 2019, 2023 | 2017, 2022, 2024   |
| Nantes              | 3        | 2             | 2017, 2022, 2024             | 2016, 2023         |
| Montpellier         | 3        | 1             | 2010, 2011, 2018             | 2019               |
| Chambéry            | 1        | 3             | 2013                         | 2010, 2011, 2012   |
| Dunkerque           | 1        | 2             | 2012                         | 2013, 2014         |
| Saint-Raphaël       | 0        | 2             |                              | 2015, 2018         |